# Country Church Time
Country Church Time è un album in studio del cantante statunitense George Jones, pubblicato nel 1959.

## Tracce
Side 1
1. Taggin' Along – 2:50 (George Jones, Burl Stephens)
2. The Good Ole Bible – 2:19 (Jones, Stephens)
3. Will the Circle Be Unbroken? – 2:25 (Ada R. Habershon, Charles H. Gabriel)
4. My Lord Has Called Me – 2:34 (Jones, Lester Weytek)
5. Take the Devil Out of Me – 2:44 (Jones)
6. Boat of Life – 2:06 (Jones, Stephens)

Side 2
1. Jesus Wants Me – 2:01 (Jones, Eddie Noack)
2. Wandering Soul – 2:28 (Jones, Bill Dudley)
3. We'll Understand It (Farther Along) – 2:32 (Traditional, William York)
4. Cup of Loneliness – 2:24 (Jones, Stephens)
5. If You Want to Wear a Crown – 2:08 (Eddie Noack, Marvin Rumley)
6. My Soul's Been Satisfied – 2:29 (Jones)